# Нойман, Эрих
Эрих Нойман (нем. Erich Neumann, полное имя Адольф Вальтер Эрих Нойман, нем. Adolf Walter Erich Neumann; 31 мая 1892 года, Форст, Германская империя — 23 марта 1951 года, Гармиш-Партенкирхен, ФРГ) — государственный деятель эпохи Третьего рейха, статс-секретарь Управления по четырёхлетнему плану (1938—1945), оберфюрер СС (30.01.1939).

## Биография
Нойман родился в евангелической семье владельца фабрики. После получения аттестата зрелости изучал юриспруденцию и экономику в университетах Фрейбурга, Лейпцига и Галле. Во время Первой мировой войны с 1914 по 1917 год находился на военной службе, старший лейтенант.
В 1917—1920 гг. правительственный референт в Штетине, с октября 1920 года — правительственный ассистент, служил в прусском Министерстве внутренних дел и сельского хозяйства. С октября 1923 года — земельный советник в Эссене. В декабре 1924 года переведён в прусское Министерство торговли и промышленности. С ноября 1926 по 1928 год — земельный советник во Фрейштадте (Нижняя Силезия). С октября 1928 года — министериальрат прусского Министерства торговли и промышленности, с сентября 1932 года — министериальдиректор в ведомстве министр-президента (премьер-министра) Пруссии. После того как 11 апреля 1933 года этот пост занял Герман Геринг, он оставил Ноймана при себе; один из ближайших сотрудников Г. Геринга, с 1936 по 1942 год — член Экономического штаба (Wirtschaftsstabes) министр-президента Пруссии. Одновременно с сентября 1933 до 1942 года был членом Прусского государственного совета.
Первоначально Нойман состоял в Немецкой национальной народной партии (НННП), но после прихода национал-социалистов к власти в Германии в мае 1933 года вступил в НСДАП (членский номер 2.645.024). В августе 1934 года вступил в СС (членский номер 222.014), 13 сентября 1936 года получил звание оберштурмбаннфюрера СС, в 1939 году был произведён в оберфюреры СС; в системе СС был приписан к Личному штабу рейхсфюрера СС.
С конца 1935 года — руководитель отдела по наблюдению за внутренними и внешними делами в ведомстве министр-президента Пруссии. После того как 18 октября 1936 года Г. Геринг был назначен уполномоченным по четырёхлетнему плану, он пригласил Ноймана возглавил в его Управлении управленческую группу «Валюта» (Devisengang), занимавшуюся вопросами получения иностранной валюты для нужд перевооружения Германии. В июле 1938 года Нойман стал статс-секретарём и заместителем Пауля Кёрнера в Управлении.

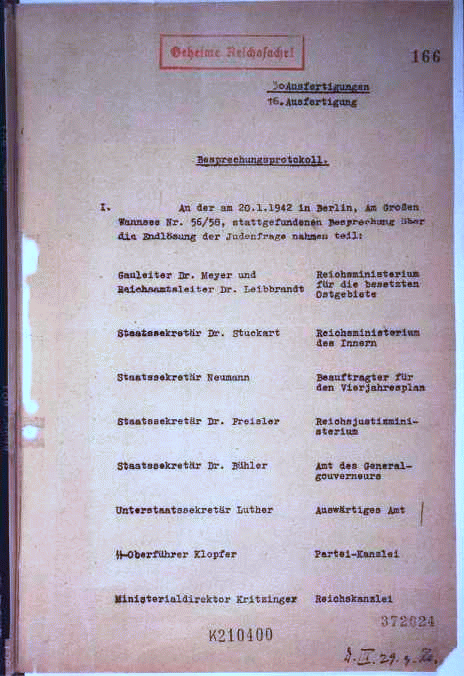
Эрих Нойман в протоколе участников Ванзейской конференции 20 января 1942 года

После начала Второй мировой войны руководил захватом валютных резервов оккупированных стран, в 1941—1942 гг. был членом Штаба экономического руководства «Восток» («Wirtschaftsführungsstabes Ost»), занимавшегося экономическим разграблением оккупированных территорий СССР. В этой структуре Нойман помимо прочего занимался также вопросами аграрного производства на захваченных территориях. Одновременно с 1941 года являлся заместителем председателя Наблюдательного совета «Kontinentalen Erdöl AG», занимавшегося эксплуатацией нефтяных месторождений в занятых областях Советского Союза.
20 января 1942 года в качестве представителя Управления по четырёхлетнему плану Нойман принимал участие в Ванзейской конференции, на которой обсуждались меры по «окончательному решению» еврейского вопроса.
В 1942 году сменил Пауля Кёрнера на посту председателя Генерального совета по четырёхлетнему плану и председателя Наблюдательного совета концерна «Имперские предприятия горнорудной промышленности и металлургические заводы Германа Геринга» («Reichswerke AG für Erzbergbau und Eisenhütten Hermann Göring»). Одновременно с августа 1942 года до конца войны был генеральным директором «Германского калийного синдиката» («Deutschen Kalisyndikats GmbH»).
После окончания войны арестован. В начале 1948 года был освобождён по состоянию здоровья.